# Óscar Jaenada

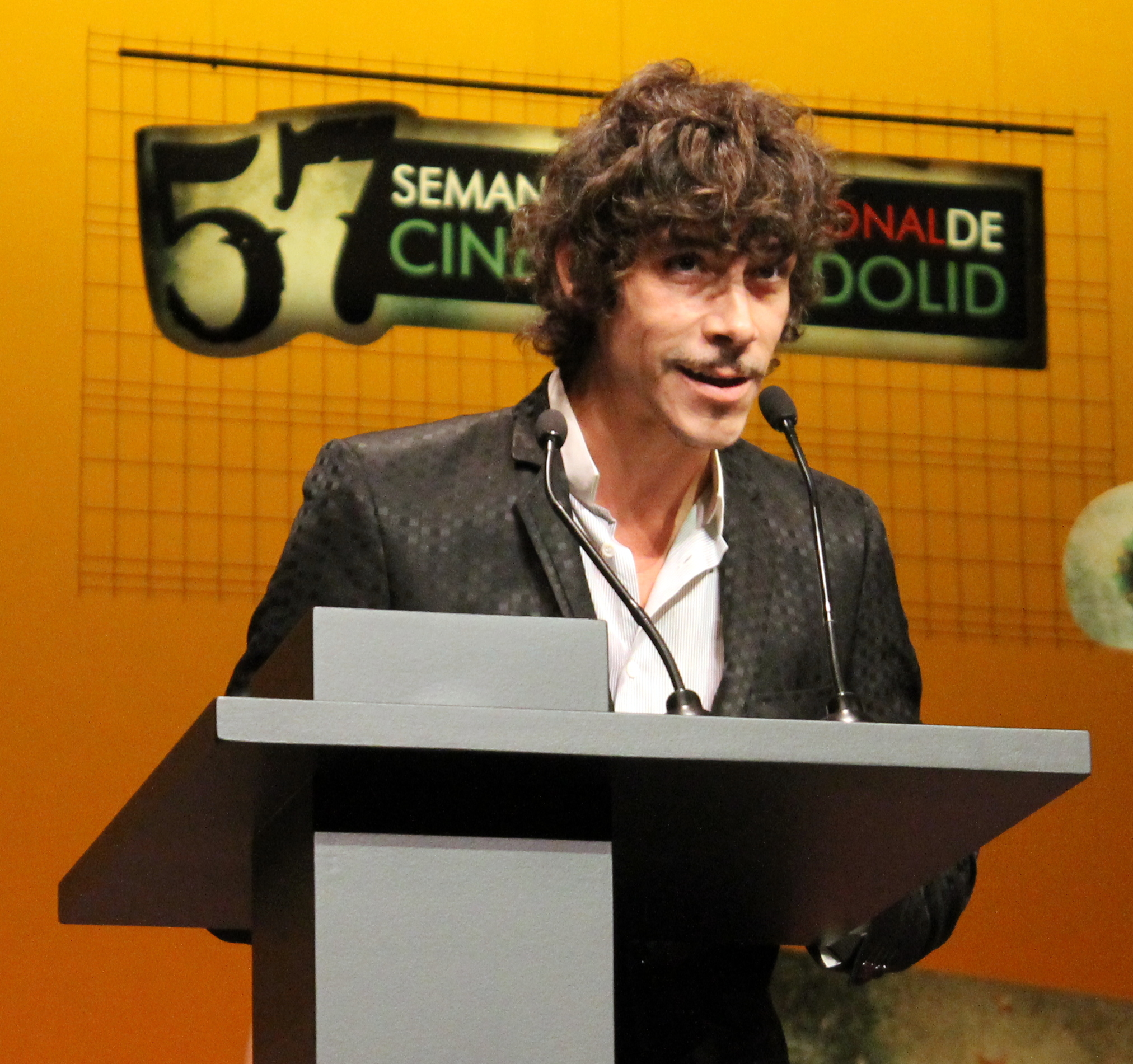
Óscar Jaenada (2012)

Óscar Jaenada Gajo (ur. 4 maja 1975 w Esplugues de Llobregat) – hiszpański aktor.

## Życiorys
Urodził się w Esplugues de Llobregat, w Katalonii w comarce Baix Llobregat. Rozpoczął swoją karierę w teatrze w ośrodku L’Endoll. Wykonując swoje pierwsze kroki jako aktor, pracował w nocnym klubie. Przeniósł się do Madrytu, gdzie pracował jako kelner, zanim zagrał kilka ról telewizyjnych w serialach takich jak Po szkole (Al salir de clase, 2000) i Komisarz (El comisario, 2000).
Swoją pierwszą rolę filmową zagrał w melodramacie Nie wiem nawet (Aunque tú no lo sepas, 2000), filmie oparty na tekście Almudeny Grandes. Za rolę Alfredo w filmie Listopad (Noviembre, 2003) został nominowany do Nagrody Goya dla najlepszego aktora. Dwa lata później zdobył wspomnianą nagrodę za rolę w filmie Camarón (2005), biografii śpiewaka flamenco Camaróna de la Isla.

## Filmografia
- 2003: Listopad (Noviembre) jako Alfredo
- 2004: XXL jako Fali
- 2005: Camarón jako Camarón
- 2009: The Limits of Control jako kelner
- 2010: The Losers: Drużyna potępionych (The Losers) jako Carlos „Cougar” Alvarez
- 2011: Piraci z Karaibów: Na nieznanych wodach (Pirates of the Caribbean: On Stranger Tides) jako Hiszpan
- 2012: Zimne światło dnia (The Cold Light of Day) jako Maximo
- 2014: Cantinflas jako Cantinflas
- 2017: Babskie wakacje jako Morgado